# Gran Premi d'Hongria del 2010
El Gran Premi d'Hongria de Fórmula 1 de la Temporada 2010 es disputarà al circuit de Hungaroring a Budapest l'1 d'agost del 2010.

## Qualificació
| Pos | No | Pilot              | Constructor            | Part 1   | Part 2   | Part 3   | Sortida |
| --- | -- | ------------------ | ---------------------- | -------- | -------- | -------- | ------- |
| 1   | 5  | Sebastian Vettel   | Red Bull-Renault       | 1:20.417 | 1:19.573 | 1:18.773 | 1       |
| 2   | 6  | Mark Webber        | Red Bull - Renault     | 1:21.132 | 1:19.531 | 1:19.184 | 2       |
| 3   | 8  | Fernando Alonso    | Ferrari                | 1:21.278 | 1:20.237 | 1:19.987 | 3       |
| 4   | 7  | Felipe Massa       | Ferrari                | 1:21.299 | 1:20.857 | 1:20.331 | 4       |
| 5   | 2  | Lewis Hamilton     | McLaren - Mercedes     | 1:21.455 | 1:20.877 | 1:20.499 | 5       |
| 6   | 4  | Nico Rosberg       | Mercedes               | 1:21.212 | 1:20.811 | 1:21.082 | 6       |
| 7   | 12 | Vitali Petrov      | Renault                | 1:21.558 | 1:20.797 | 1:21.229 | 7       |
| 8   | 11 | Robert Kubica      | Renault                | 1:21.159 | 1:20.867 | 1:21.328 | 8       |
| 9   | 22 | Pedro de la Rosa   | BMW Sauber - Ferrari   | 1:21.891 | 1:21.273 | 1:21.411 | 9       |
| 10  | 10 | Nico Hülkenberg    | Williams - Cosworth    | 1:21.598 | 1:21.275 | 1:21.710 | 10      |
| 11  | 1  | Jenson Button      | McLaren - Mercedes     | 1:21.422 | 1:21.292 |          | 11      |
| 12  | 9  | Rubens Barrichello | Williams - Cosworth    | 1:21.478 | 1:21.331 |          | 12      |
| 13  | 14 | Adrian Sutil       | Force India - Mercedes | 1:22.080 | 1:21.517 |          | 13      |
| 14  | 3  | Michael Schumacher | Mercedes               | 1:21.840 | 1:21.630 |          | 14      |
| 15  | 16 | Sébastien Buemi    | Toro Rosso - Ferrari   | 1:21.982 | 1:21.897 |          | 15      |
| 16  | 15 | Vitantonio Liuzzi  | Force India - Mercedes | 1:21.789 | 1:21.927 |          | 16      |
| 17  | 17 | Jaime Alguersuari  | Toro Rosso - Ferrari   | 1:21.978 | 1:21.998 |          | 17      |
| 18  | 23 | Kamui Kobayashi    | BMW Sauber - Ferrari   | 1:22.222 |          |          | 231     |
| 19  | 24 | Timo Glock         | Virgin - Cosworth      | 1:24.050 |          |          | 18      |
| 20  | 19 | Heikki Kovalainen  | Lotus - Cosworth       | 1:24.120 |          |          | 19      |
| 21  | 18 | Jarno Trulli       | Lotus - Cosworth       | 1:24.199 |          |          | 20      |
| 22  | 25 | Lucas di Grassi    | Virgin - Cosworth      | 1:25.118 |          |          | 21      |
| 23  | 21 | Bruno Senna        | HRT - Cosworth         | 1:26.391 |          |          | 22      |
| 24  | 20 | Sakon Yamamoto     | HRT - Cosworth         | 1:26.453 |          |          | 24      |

Notes
1. ^  – Kamui Kobayashi ha estat penalitzat amb 5 posicions a la graella de sortida per saltar-se el semàfor del pit-line en vermell.[1]

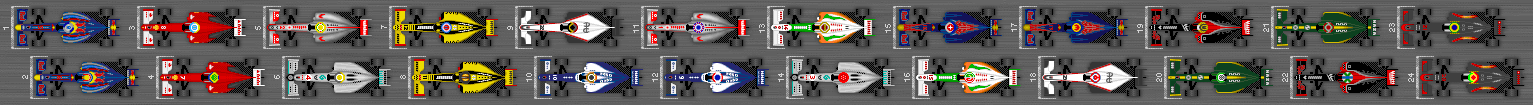
Posicions després de la qualificació

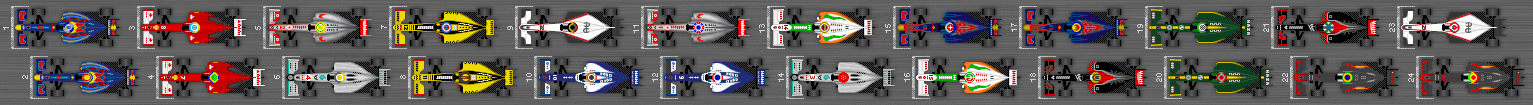
Posicions de la sortida després de les penalitzacions

## Resultats de la cursa
| Pos. | Nº | Pilot               | Equip                | Voltes | Temps/Retirada    | Graella | Punts |
| ---- | -- | ------------------- | -------------------- | ------ | ----------------- | ------- | ----- |
| 1    | 6  | Mark Webber         | Red Bull-Renault     | 70     | 1h 41' 05. 571    | 2       | 25    |
| 2    | 8  | Fernando Alonso     | Ferrari              | 70     | +17.821 s         | 3       | 18    |
| 3    | 5  | Sebastian Vettel    | Red Bull-Renault     | 70     | +19.252 s         | 1       | 15    |
| 4    | 7  | Felipe Massa        | Ferrari              | 70     | +27.474 s         | 4       | 12    |
| 5    | 12 | Vitali Petrov       | Renault              | 70     | +1' 13.192 min.   | 7       | 10    |
| 6    | 10 | Nico Hülkenberg     | Williams-Cosworth    | 70     | +1' 16.723 min.   | 10      | 8     |
| 7    | 22 | Pedro de la Rosa    | BMW Sauber-Ferrari   | 69     | +1 Volta          | 9       | 6     |
| 8    | 1  | Jenson Button       | McLaren-Mercedes     | 69     | +1 Volta          | 11      | 4     |
| 9    | 23 | Kamui Kobayashi     | BMW Sauber-Ferrari   | 69     | +1 Volta          | 23      | 2     |
| 10   | 9  | Rubens Barrichello  | Williams-Cosworth    | 69     | +1 Volta          | 12      | 1     |
| 11   | 3  | Michael Schumacher1 | Mercedes             | 69     | +1 Volta          | 14      |       |
| 12   | 16 | Sébastien Buemi     | Toro Rosso-Ferrari   | 69     | +1 Volta          | 15      |       |
| 13   | 15 | Vitantonio Liuzzi   | Force India-Mercedes | 69     | +1 Volta          | 16      |       |
| 14   | 19 | Heikki Kovalainen   | Lotus-Cosworth       | 67     | +3 Voltes         | 19      |       |
| 15   | 18 | Jarno Trulli        | Lotus-Cosworth       | 67     | +3 Voltes         | 20      |       |
| 16   | 24 | Timo Glock          | Virgin-Cosworth      | 67     | +3 Voltes         | 18      |       |
| 17   | 21 | Bruno Senna         | HRT-Cosworth         | 67     | +3 Voltes         | 22      |       |
| 18   | 25 | Lucas di Grassi     | Virgin-Cosworth      | 66     | +4 Voltes         | 21      |       |
| 19   | 20 | Sakon Yamamoto      | HRT-Cosworth         | 66     | +4 Voltes         | 24      |       |
| Ret  | 2  | Lewis Hamilton      | McLaren-Mercedes     | 23     | Transmissió       | 5       |       |
| Ret  | 11 | Robert Kubica       | Renault              | 23     | Col·lisió         | 8       |       |
| Ret  | 4  | Nico Rosberg        | Mercedes             | 15     | Pèrdua d'una roda | 6       |       |
| Ret  | 14 | Adrian Sutil        | Force India-Mercedes | 15     | Col·lisió         | 13      |       |
| Ret  | 17 | Jaime Alguersuari   | Toro Rosso-Ferrari   | 1      | Motor             | 17      |       |

Notes:
1.^  Michael Schumacher ha estat penalitzat amb 10 posicions a la graella de sortida del proper GP per la seva maniobra perillosa per evitar ser avançat per Rubens Barrichello.

## Altres
- Pole: Sebastian Vettel 1' 18. 773

- Volta ràpida: Sebastian Vettel 1' 22. 362 (a la volta 70)